# Why Does My Heart Feel So Bad?
Why Does My Heart Feel So Bad? è un singolo del musicista statunitense Moby, pubblicato il 17 novembre 1999 come quarto estratto dal quinto album in studio Play.
Cantata dal gruppo The Shining Light Gospel Choir tramite un campionamento del loro brano He'll Roll Your Burdens Away, si inoltrò per tutto il 2000 e raggiunse la posizione numero 16 della Official Singles Chart.

## Video musicale
Il videoclip, diretto da Susi Wilkinson, è stato fatto interamente con la tecnica del disegno animato e mostra come protagonisti il "piccolo idiota" della copertina del disco ed il suo cane della copertina del remix. Essi abitano sulla Luna e un giorno decidono di scendere sulla Terra. Da qui in poi vivranno numerosissime disavventure, che li vedranno alle prese con la neve, la guerra e la pioggia. Alla fine, stancati della chiassosa e selvaggia vita del mondo, ritornano sul satellite grazie ad una scala.

## Tracce
Pubblicazione completa
1. Why Does My Heart Feel So Bad? – 3:45
2. Flying Foxes – 6:16
3. Princess – 8:17
4. Why Does My Heart Feel So Bad? (ATB Remix) – 6:48
5. Why Does My Heart Feel So Bad? (Ferry Corsten Remix) – 6:45
6. Why Does My Heart Feel So Bad? (Subsonic Legacy Remix) – 6:22
7. Why Does My Heart Feel So Bad? (Sharp Roadster Club Edit) – 6:12
8. Why Does My Heart Feel So Bad? (Sharp Roadster Remix) – 7:42
9. Why Does My Heart Feel So Bad? (Katcha Remix)
10. Why Does My Heart Feel So Bad? (Red Jerry's 12" Dub) – 7:29
11. Why Does My Heart Feel So Bad? (Red Jerry's String And Break Mix) – 6:00
12. Why Does My Heart Feel So Bad? (videoklip)

Australia, Maxi CD, Mushroom Records, (MUSH1923.2) 2000
1. Why Does My Heart Feel So Bad? – 3:45
2. Flying Foxes – 6:16
3. Princess – 8:17
4. Why Does My Heart Feel So Bad? (ATB Remix) – 6:48
5. Why Does My Heart Feel So Bad? (Ferry Corsten Remix) – 6:45
6. Why Does My Heart Feel So Bad? (Subsonic Legacy Remix) – 6:22

Regno Unito, 12", Mute Records, (12 Mute 230)
1. Why Does My Heart Feel So Bad? (ATB Remix) – 6:48
2. Why Does My Heart Feel So Bad? (Ferry Corsten Remix) – 6:45
3. Why Does My Heart Feel So Bad? (Sharp Roadster Club Edit) – 6:12

Regno Unito, 12", Mute Records, (P12 Mute 230)
1. Why Does My Heart Feel So Bad? (ATB Remix) – 6:48
2. Why Does My Heart Feel So Bad? (Ferry Corsten Remix) – 6:45

Regno Unito, 12", Mute Records, (PL12 Mute 230)
1. Why Does My Heart Feel So Bad? (Sharp Roadster Remix) – 7:42
2. Why Does My Heart Feel So Bad? (Subsonic Legacy Remix) – 6:22

Europa, 12", Mute Records, (L12 Mute 230)
1. Why Does My Heart Feel So Bad? (Original Version) – 3:45
2. Why Does My Heart Feel So Bad? (Subsonic Legacy Remix) – 6:22

12", Do It Yourself Entertainment (DIY 19-99)
1. Why Does My Heart Feel So Bad? (ATB Remix) – 6:48
2. Why Does My Heart Feel So Bad? – 3:45
3. Why Does My Heart Feel So Bad? (Ferry Corsten Remix) – 6:45
4. Why Does My Heart Feel So Bad? (Subsonic Legacy Remix) – 6:22

Regno Unito, 12", Mute Records, (PXL12 Mute 255)
1. Why Does My Heart Feel So Bad? (Katcha Remix)
2. Why Does My Heart Feel So Bad? (Ferry Corsten Remix) – 6:45

Regno Unito, 12", Mute Records, (PL12 Mute 255)
1. Why Does My Heart Feel So Bad? (Red Jerry's 12" Dub) – 7:29
2. Why Does My Heart Feel So Bad? (Red Jerry's String And Break Mix) – 6:00
3. Why Does My Heart Feel So Bad? – 3:45

Remix, Maxi CD
1. Why Does My Heart Feel So Bad? (ATB Remix) – 6:48
2. Why Does My Heart Feel So Bad? (Ferry Corsten Remix) – 6:45
3. Why Does My Heart Feel So Bad? (Subsonic Legacy Remix) – 6:22

## Remix di Kelis
Nel 2000, il singolo è stato ripubblicato insieme ad un remix del precedente Honey fatto dalla cantante Kelis ma non riuscì ad eguagliare il successo originale fermandosi solo alla posizione 17 della classifica inglese.

### Tracce
CDMute255
1. Why Does My Heart Feel So Bad? – 3:45
2. Honey (Remix Edit) (feat. Kelis) – 3:13
3. Flower – 3:23

PIAS Benelux, LCDMute255
1. Honey (Fafu's 12" Mix) – 6:19
2. Why Does My Heart Feel So Bad? (Red Jerry's String & Breaks Mix) – 5:59
3. The Sun Never Stops Setting – 4:19

Cassetta (C MUTE 255)
1. Why Does My Heart Feel So Bad? – 3:45
2. Honey (Remix Edit) – 3:13
3. Why Does My Heart Feel So Bad? – 3:45
4. Honey (Remix Edit) – 3:13

## Rarità
1. These Open Doors – 3:33
2. Why Does My Heart Feel So Bad? (Original Demo) – 4:47
3. Why Does My Heart Feel So Bad? (Protashi Remix) – 4:51
4. Why Does My Heart Feel So Bad? (H!bHop Breaks Remix) – 3:37
5. Why Does My Heart Feel So Bad? (Curely Dubstep Mix) – 3:56
6. Why Does My Heart Feel So Bad? (Swerve Re-Edit) – 4:27
7. Why Does My Heart Feel So Bad? (E-Lane Remix) – 7:04
8. Why Does My Heart Feel So Bad? (Alien Pimp Remix) – 3:54
9. Why Does My Heart Feel So Bad? (Steve Hill vs. Technikal Mix) – 3:31
10. Why Does My Heart Feel So Bad? (Corey Davis Remix) – 3:25
11. Why Does My Heart Feel So Bad? (DJ Lovejoy D-n-b Mix) – 7:12
12. Why Does My Heart Feel So Bad? (Beat Gate Remix) – 7:46
13. Why Does My Heart Feel So Bad? (Sonicsound Remix) – 6:14
14. Why Does My Heart Feel So Bad? (Sam Remix) – 5:17
15. Why Does My Heart Feel So Bad? (Crashu Zouk Remix) – 4:51
16. Why Does My Heart Feel So Bad? (MockBeat Remix) – 5:01
17. Why Does My Heart Feel So Bad? (Dirty Max' Electro Remix) – 3:57
18. Why Does My Heart Feel So Bad? (Dj CDrom Remix) – 3:38
19. Sivan Barkai - Why Does My Heart Feel So Bad? – 2:56

## Altri utilizzi
- Why Does My Heart Feel So Bad? è stata utilizzata nel trailer del film Black Hawk Down - Black Hawk abbattuto del 2001, in uno spot portoghese della birra Super Bock, in un documentario di Peaceful Kingdom con Tribe of Heart, nell'episodio "L'ultimo fratello" della serie televisiva Cold Case e nel Edexcel GCSE Specification.[5]